# Педро де лас Куевас
Педро де лас Куевас, ісп. Pedro de las Cuevas (кінець XVI століття, Мадрид — 28 липня 1644, Мадрид) — іспанський художник, член мадридської школи, учитель багатьох художників, чиї картини не збереглися до наших днів.

## Біографія
Хоча неможливо ідентифікувати його роботи, але його вплив на історію іспанського живопису є помітним, адже він навчав головних фігур наступного покоління, що принесло мадридській школі першість у Золотому Столітті.
Серед його учнів були Хуан Карреньйо де Міранда, Хусепе Леонардо, Антоніо Аріас Фернандес, Антоніо де Переда, Франсіско де Бурґос Мантійя, Хуан Монтеро де Рохас, Сімон Леон Леаль, Хуан де Рікальде, його власний син Еуґеніо да лас Куевас і Франсіско Каміло, який став його пасинком після смерті дружини і другого одруження.
Працював у суді Королівської в'язниці в Мадриді. Це задокументовано підписами на великих розписах: «Розп'яття святого Петра», «Христос прив'язаний до колони (Cristo atado a la columna)» та «Тернова коронація (Coronación de Espinas)» (1643, не збереглися). За Паломіно він був художником із видатними якостями, стиль якого наслідували Вісенте Кардучо та Еуґеніо Кахес, з якими він часто контактував.